# Taylor (Wisconsin)
Taylor – wieś w Stanach Zjednoczonych, w stanie Wisconsin, w hrabstwie Jackson.